# ハーバート・ロス
ハーバート・ロス（Herbert Ross, 本名: Herbert David Ross, 1927年5月13日 - 2001年10月9日）は、アメリカ合衆国の映画監督。ユダヤ系。ニューヨーク・ブルックリン出身。

## 略歴
アメリカン・バレエ・シアターでダンサー、振付師を経て映画監督になり、1969年の『チップス先生さようなら』でデビュー。
1977年の『愛と喝采の日々』でアカデミー監督賞にノミネートされた。
ジャクリーン・ケネディ・オナシスの実妹、リー・ラジウィルとの結婚・離婚（1988 - 2001）でも知られる。

## 主な作品
- チップス先生さようなら Goodbye, Mr. Chips（1969）
- フクロウと子猫ちゃん The Owl and the Pussycat（1970）
- ボギー!俺も男だ Play It Again, Sam（1972）
- シーラ号の謎The Last of Sheila（1973）
- ファニー・レディ Funny Lady（1975）
- サンシャイン・ボーイズ The Sunshine Boys（1975）
- シャーロック・ホームズの素敵な挑戦 The Seven-Per-Cent Solution（1976）
- グッバイガール The Goodbye Girl（1977）
- 愛と喝采の日々 The Turning Point（1977）
- カリフォルニア・スイート California Suite（1978）
- ニジンスキー Nijinsky（1980）
- ニール・サイモンのキャッシュ・マン Max Dugan Returns（1983）
- フットルース Footloose（1984）
- アメリカ万才 Protocol（1984）
- 摩天楼はバラ色に The Secret Of My Success（1986）
- ダンサー Dancers（1987）
- マグノリアの花たち Steel Magnolias（1989）
- マイ・ブルー・ヘブン My Blue Heaven（1990）
- トゥルー・カラーズ True Colors（1991）
- アンダーカバー・ブルース/子連れで銃撃戦!? Undercover Blues （1993）
- ボーイズ・オン・ザ・サイド Boys on the Side（1995）